# Red inalámbrica fija

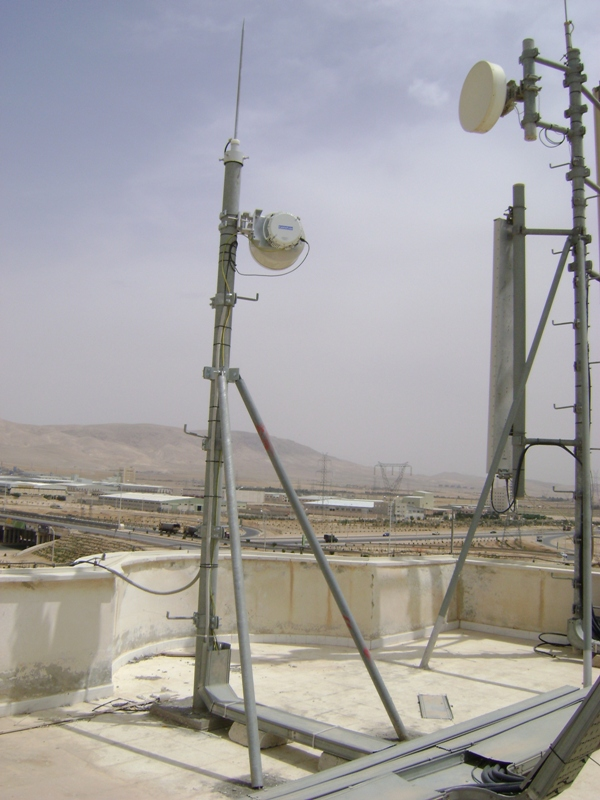
Enlaces de backhaul de microondas inalámbricos fijos sin cable desplegados para operadores móviles en el Medio Oriente. Estos enlaces de microondas normalmente transportan una combinación de tráfico Ethernet /IP, TDM (Nx E1) y SDH para conectar sitios con alta capacidad. Dichos enlaces de microondas solían transportar 2xE1 (4 Mbit/s) ahora transportan 800 Mbit/s o más, utilizando esquemas de modulación modernos 1024QAM o superiores.

La conexión inalámbrica fija es el funcionamiento de dispositivos o sistemas de comunicación inalámbrica utilizados para conectar dos ubicaciones fijas (p. ej., edificio a edificio o torre a edificio) con una radio u otro enlace inalámbrico, como un puente láser. Por lo general, la conexión inalámbrica fija forma parte de una infraestructura LAN inalámbrica. El propósito de un enlace inalámbrico fijo es permitir la comunicación de datos entre los dos sitios o edificios. Los enlaces de datos inalámbricos fijos (FWD) suelen ser una alternativa rentable al arrendamiento de fibra o la instalación de cables entre los edificios.
Las transmisiones de señales de punto a punto ocurren a través del aire sobre una plataforma de microondas terrestre en lugar de a través de cobre o fibra óptica; por lo tanto, la conexión inalámbrica fija no requiere señales satelitales ni servicio telefónico local. Las ventajas de la tecnología inalámbrica fija incluyen la capacidad de conectarse con usuarios en áreas remotas sin la necesidad de tender cables nuevos y la capacidad de ancho de banda amplio que no se ve obstaculizada por las capacidades de fibra o cable. Los dispositivos inalámbricos fijos generalmente obtienen su energía eléctrica de la red de servicios públicos, a diferencia de los dispositivos inalámbricos móviles o inalámbricos portátiles que tienden a funcionar con baterías.

## Antenas
Los servicios inalámbricos fijos suelen utilizar una antena de radio direccional en cada extremo de la señal (por ejemplo, en cada edificio). Estas antenas son generalmente más grandes que las que se ven en las configuraciones de Wi-Fi y están diseñadas para uso en exteriores. Hay varios tipos de antenas de radio disponibles que se adaptan a diversas condiciones climáticas, distancias de señal y anchos de banda. Por lo general, se seleccionan para hacer que el haz sea lo más estrecho posible y, por lo tanto, concentrar la potencia de transmisión a su destino, aumentando la confiabilidad y reduciendo la posibilidad de escuchas ilegales o inyección de datos. Los enlaces generalmente se organizan como una configuración de punto a punto para permitir el uso de estas antenas. Esto también permite que el enlace tenga una mejor velocidad o un mejor alcance para la misma cantidad de energía.
Estas antenas suelen estar diseñadas para utilizarse en las bandas de radiofrecuencia de la banda ISM sin licencia (900 MHz, 1,8 GHz, 2,4 GHz, 5 GHz, 11 GHz y 60 GHz), sin embargo, en la mayoría de las instalaciones comerciales, se pueden usar frecuencias con licencia para garantizar la calidad del servicio (QoS) o para proporcionar velocidades de conexión más altas.

## Banda ancha inalámbrica fija
Con la creciente infraestructura de redes inalámbricas y la mejora de la velocidad y la confiabilidad, la conexión inalámbrica fija también se ha convertido en una solución viable para el acceso de banda ancha. Las empresas y los hogares pueden utilizar la tecnología de antenas inalámbricas fijas para acceder a Internet de banda ancha y redes de capa 2 mediante banda ancha inalámbrica fija. Las redes que tienen redundancia y saturación y antenas que pueden agregar señales de múltiples operadores pueden ofrecer conmutación por error y redundancia para la conectividad que generalmente no ofrecen las conexiones por cable. En áreas rurales donde la infraestructura alámbrica aún no está disponible, la banda ancha inalámbrica fija puede ser una opción viable para el acceso a Internet.